# Campeonato Nacional da Divisão de Honra
Campeonato Nacional da Divisão de Honra – organizowany przez Federação Portuguesa de Rugby najwyższy poziom męskich rozgrywek ligowych rugby union we Portugalii. Zmagania toczą się cyklicznie (co sezon) systemem kołowym jako mistrzostwa kraju i przeznaczone są dla dziesięciu najlepszych portugalskich klubów. Zwycięzca ligi zostaje jednocześnie mistrzem Portugalii, zaś najsłabsza drużyna relegowana jest do I Divisão.

## Zwycięzcy
Materiał źródłowy do sezonów 1958/59–2009/10.
| Sezon   | Zwycięzca                                                 |
| ------- | --------------------------------------------------------- |
| 1958-59 | CF Belenenses                                             |
| 1959-60 | SL Benfica                                                |
| 1960-61 | SL Benfica                                                |
| 1961-62 | SL Benfica                                                |
| 1962-63 | CF Belenenses                                             |
| 1963-64 | CDUL                                                      |
| 1964-65 | CDUL                                                      |
| 1965-66 | CDUL                                                      |
| 1966-67 | CDUL                                                      |
| 1967-68 | CDUL                                                      |
| 1968-69 | CDUL                                                      |
| 1969-70 | SL Benfica                                                |
| 1970-71 | CDUL                                                      |
| 1971-72 | CDUL                                                      |
| 1972-73 | CF Belenenses                                             |
| 1973-74 | CDUL                                                      |
| 1974-75 | CF Belenenses                                             |
| 1975-76 | SL Benfica                                                |
| 1976-77 | Associação Académica Coimbra Rugby                        |
| 1977-78 | CDUL                                                      |
| 1978-79 | Associação Académica Coimbra Rugby                        |
| 1979-80 | CDUL                                                      |
| 1980-81 | Clube de Rugby do Técnico                                 |
| 1981-82 | CDUL                                                      |
| 1982-83 | CDUL                                                      |
| 1983-84 | CDUL                                                      |
| 1984-85 | CDUL                                                      |
| 1985-86 | SL Benfica                                                |
| 1986-87 | GDS Cascais                                               |
| 1987-88 | SL Benfica                                                |
| 1988-89 | CDUL                                                      |
| 1989-90 | CDUL                                                      |
| 1990-91 | SL Benfica                                                |
| 1991-92 | GDS Cascais                                               |
| 1992-93 | GDS Cascais                                               |
| 1993-94 | GDS Cascais                                               |
| 1994-95 | GDS Cascais                                               |
| 1995-96 | GDS Cascais                                               |
| 1996-97 | Associação Académica Coimbra Rugby                        |
| 1997-98 | Clube de Rugby do Técnico                                 |
| 1998-99 | Grupo Desportivo Direito                                  |
| 1999-00 | Grupo Desportivo Direito                                  |
| 2000-01 | SL Benfica                                                |
| 2001-02 | Grupo Desportivo Direito                                  |
| 2002-03 | CF Belenenses                                             |
| 2003-04 | Associação Académica Coimbra Rugby                        |
| 2004-05 | Grupo Desportivo Direito                                  |
| 2005-06 | Grupo Desportivo Direito                                  |
| 2006-07 | AEIS Agronomia                                            |
| 2007-08 | CF Belenenses                                             |
| 2008-09 | Grupo Desportivo Direito                                  |
| 2009-10 | Grupo Desportivo Direito                                  |
| 2010-11 | Grupo Desportivo Direito                                  |
| 2011-12 | CDUL                                                      |
| 2012-13 | Grupo Desportivo Direito                                  |
| 2013-14 | CDUL                                                      |
| 2014-15 | Grupo Desportivo Direito                                  |
| 2015-16 | Grupo Desportivo Direito                                  |
| 2016-17 | CDUL                                                      |
| 2017-18 | CF Belenenses                                             |
| 2018-19 | AEIS Agronomia                                            |
| 2019-20 | Sezon przerwany i nieukończony z powodu pandemii COVID-19 |
| 2020-21 | AEIS Técnico                                              |
| 2021-22 | CF Belenenses                                             |
| 2022-23 | Grupo Desportivo Direito                                  |
| 2023-24 | CF Belenenses                                             |